# Керріер-Міллс (Іллінойс)
Керріер-Міллс (англ. Carrier Mills) — селище (англ. village) в США, в окрузі Салін штату Іллінойс. Населення — 1672 особи (2020).

## Географія
Керріер-Міллс розташований за координатами 37°41′19″ пн. ш. 88°37′44″ зх. д. / 37.68861° пн. ш. 88.62889° зх. д. (37.688601, -88.628976).  За даними Бюро перепису населення США в 2010 році селище мало площу 3,16 км², з яких 3,13 км² — суходіл та 0,03 км² — водойми.

## Демографія
Згідно з переписом 2010 року, у селищі мешкали 1653 особи в 744 домогосподарствах у складі 463 родин. Густота населення становила 524 особи/км².  Було 866 помешкань (274/км²).
Расовий склад населення:
| - 84,3 % — білих - 13,0 % — чорних або афроамериканців - 0,1 % — азіатів |

До двох чи більше рас належало 2,5 %. Частка іспаномовних становила 1,1 % від усіх жителів.
За віковим діапазоном населення розподілялося таким чином: 20,7 % — особи молодші 18 років, 59,8 % — особи у віці 18—64 років, 19,5 % — особи у віці 65 років та старші. Медіана віку мешканця становила 43,5 року. На 100 осіб жіночої статі у селищі припадало 95,6 чоловіків;  на 100 жінок у віці від 18 років та старших — 92,8 чоловіків також старших 18 років.
Середній дохід на одне домашнє господарство  становив 36 671 долар США (медіана — 30 286), а середній дохід на одну сім'ю — 45 507 доларів (медіана — 38 900). Медіана доходів становила 32 134 долари для чоловіків та 27 650 доларів для жінок. За межею бідності перебувало 25,3 % осіб, у тому числі 23,9 % дітей у віці до 18 років та 15,7 % осіб у віці 65 років та старших.
Цивільне працевлаштоване населення становило 876 осіб. Основні галузі зайнятості: освіта, охорона здоров'я та соціальна допомога — 32,3 %, роздрібна торгівля — 13,7 %, виробництво — 12,2 %.